# Getúlio de Moura
Getúlio Barbosa de Moura (Itaguaí, 10 de junho de 1903 — 10 de julho de 1981), politicamente conhecido por Getúlio de Moura. Filho de Joaquim Mariano de Moura e de Amélia Barbosa de Moura. Foi um citricultor, advogado e político brasileiro.

## Biografia
Estudou no Colégio Pedro II, na cidade do Rio de Janeiro. Em 1924 tornou-se funcionário da Estrada de Ferro Central do Brasil. Se formou na Faculdade Nacional de Direito em 1931.  Foi prefeito de Nova Iguaçu em dois períodos.
Liderou, em Nova Iguaçu (RJ), a Revolução de 1930 e depôs o prefeito da cidade, assumindo o cargo. Tempos depois Getúlio de Moura desentendeu-se com o governo federal, a cidade foi ocupada por tropas do Exército e ele foi afastado do comando do município. Em 1931 foi anistiado pelo presidente Getúlio Vargas.
Pela União Progressista Fluminense foi eleito vereador de Nova Iguaçu e foi presidente da Câmara Municipal entre 1936 até novembro de 1937, ano em que o Estado Novo extinguiu o poder legislativo no país. Nesta eleição, por seu partido, Getúlio de Moura foi responsável por iniciar na política Tenório Cavalcante, que mais tarde tornaria-se seu adversário politico na região. Tenório acabou tornando-se vereador de Nova Iguaçu com seu apoio nesta eleição de 1936.
Pelo Partido Social Democrático (PSD) elegeu-se deputado federal em 1945 pelo estado do Rio de Janeiro. Reelegeu-se em 1950 e 1954, principalmente com os votos da Baixada Fluminense.
Em outubro de 1958, disputou o governo do estado do Rio de Janeiro, pelo Partido Social Democrático(PSD). Getúlio de Moura, apesar de apoiado por Amaral Peixoto - político de grande influência no estado do Rio de Janeiro na época -, foi derrotado no pleito pelo candidato do Partido Trabalhista Brasileiro (PTB), Roberto Silveira.
No governo do presidente Juscelino Kubitschek foi presidente da Rede Ferroviária Federal (RFFSA). Tornou-se, em 1961, no governo de Celso Peçanha, secretário de Obras Públicas do estado do Rio de Janeiro. Cargo que deixou quando, em outubro de 1962, voltou a eleger-se deputado federal.
Foi ministro do Gabinete Civil da Presidência da República no governo Ranieri Mazzilli, de 2 a 15 de abril de 1964.
Reeleito para deputado federal no pleito de 1966, na legenda do Movimento Democrático Brasileiro (MDB), não concluiu seu mandato. O Ato Institucional nº 5 (AI-5) cassou seu mandato em 1969 e teve suspensos por dez anos seus direitos políticos.
Fundou a Associação Rural de Nova Iguaçu e presidiu a Junta Comercial do Estado do Rio de Janeiro até sua morte, em 1981.
Em 06 de dezembro de 2012 teve, simbolicamente, restituído seu mandato parlamentar na Câmara dos Deputados que lhe fora retirado pelo Ato Institucional nº 5 (AI-5).

## Trabalhos publicados
- Raul Fernandes. 1967.
- Contra a projetada fusão dos estados da Guanabara e Rio de Janeiro. 1967.
- José do Patrocínio e Nilo Peçanha e a atualidade brasileira.

## Fonte de pesquisa
Livro Dicionário Histórico-Biográfico Brasileiro, da Fundação Getúlio Vargas (FGV), Editora FGV, 2001.